# Vertrag von Lyon
Der Vertrag von Lyon war eine Vereinbarung zwischen Karl Emanuel, Herzog von Savoyen und dem französischen König Heinrich IV.

## Französisch-savoyischer Konflikt
Am 17. Januar 1601 beendete der Vertrag von Lyon die Auseinandersetzungen zwischen Frankreich und Savoyen. Der zentrale Punkt dieses Konflikts war vor allem die Markgrafschaft Saluzzo, eine Enklave innerhalb Savoyens, die seit 1529 französisch war und die Karl Emanuel 1588 zu annektieren versucht hatte.
Frankreich verzichtete durch den Vertragsabschluss auf Saluzzo und erhielt im Gegenzug Valromey, Bugey, Bresse und das Pays de Gex.

## Konsequenzen für Genf
Durch den Vertrag von Lyon bekam Genf erstmals eine gemeinsame Grenze mit Frankreich.